# Chemin du Pavillon-d'Armenonville
Le chemin du Pavillon-d'Armenonville est une voie située dans le 16e arrondissement de Paris, en France.

## Situation et accès
Il se trouve au nord-est du bois de Boulogne.
Le site est accessible depuis la gare de REC C Neuilly - Porte Maillot et la station de métro Porte Maillot (ligne 1).

## Origine du nom
La voie est ainsi nommée pour sa proximité avec le pavillon d'Armenonville. Il s'agit à l'origine d'un pavillon de chasse construit au début du XVIIIe siècle par le comte d'Armenonville, responsable de la chasse pour le roi Louis XIV. Il est détruit puis reconstruit à l'identique au XIXe siècle par l'architecte Gabriel Davioud, dans le cadre des travaux haussmanniens, qui comprennent aussi le réaménagement du bois de Boulogne. Il s'agit alors d'un restaurant destiné aux cavaliers du bois. Alexandre Dumas et Marcel Proust l'ont fréquenté. Au XXe siècle, il est reconverti en espace de réception.

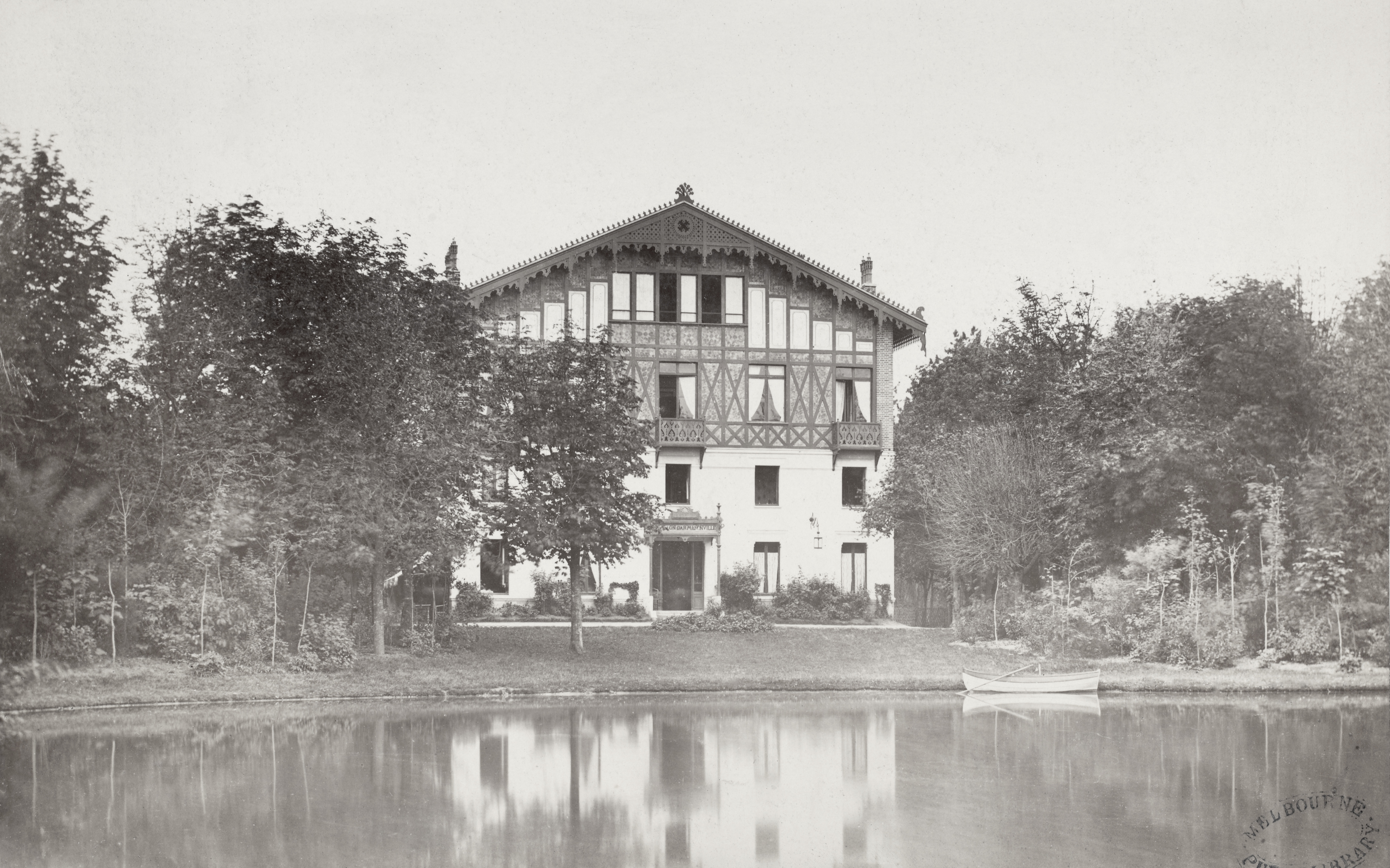
Photo sous le Second Empire.
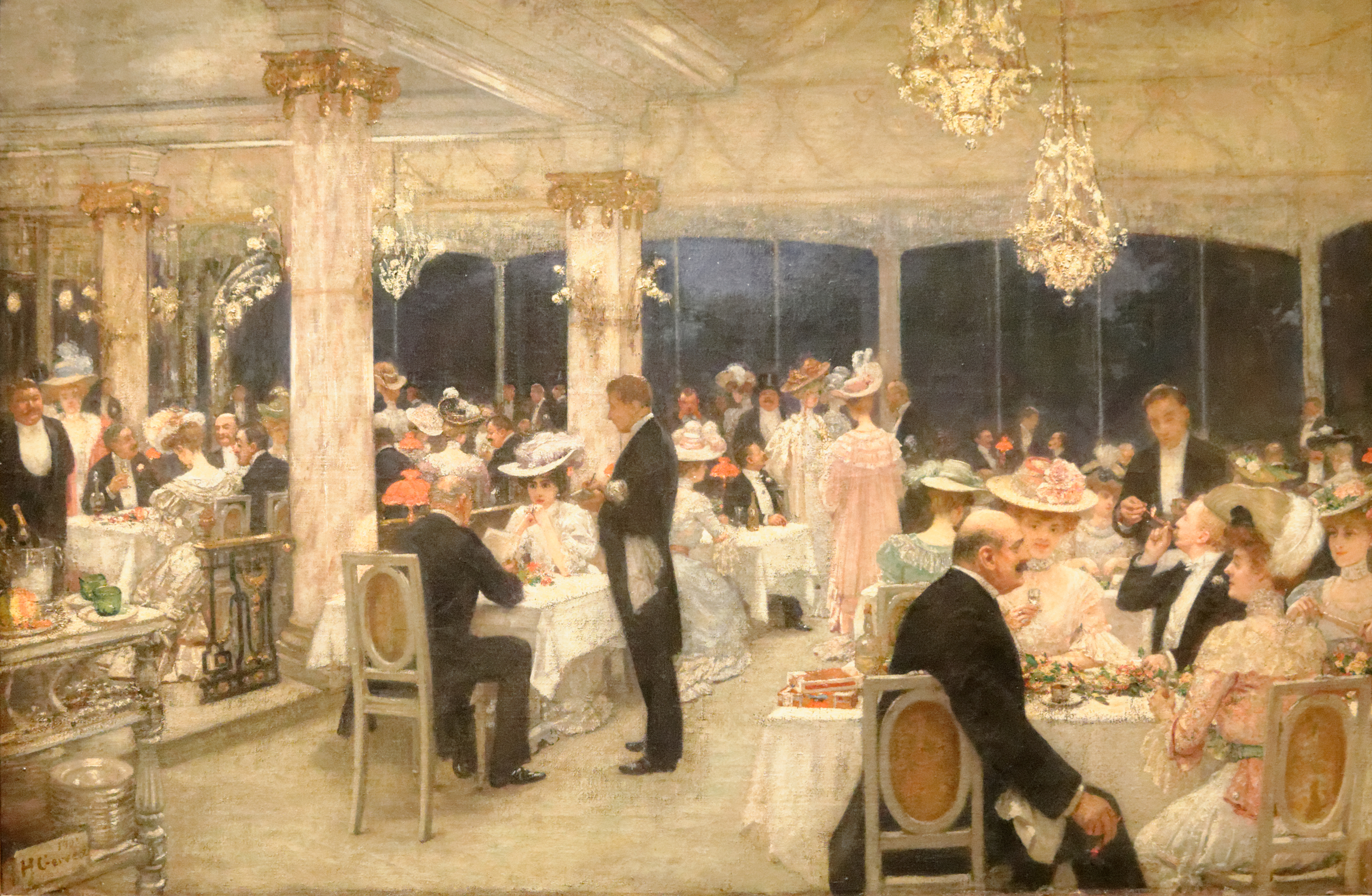
Henri Gervex, Un soir de grand prix au pavillon d'Armenonville (1905).
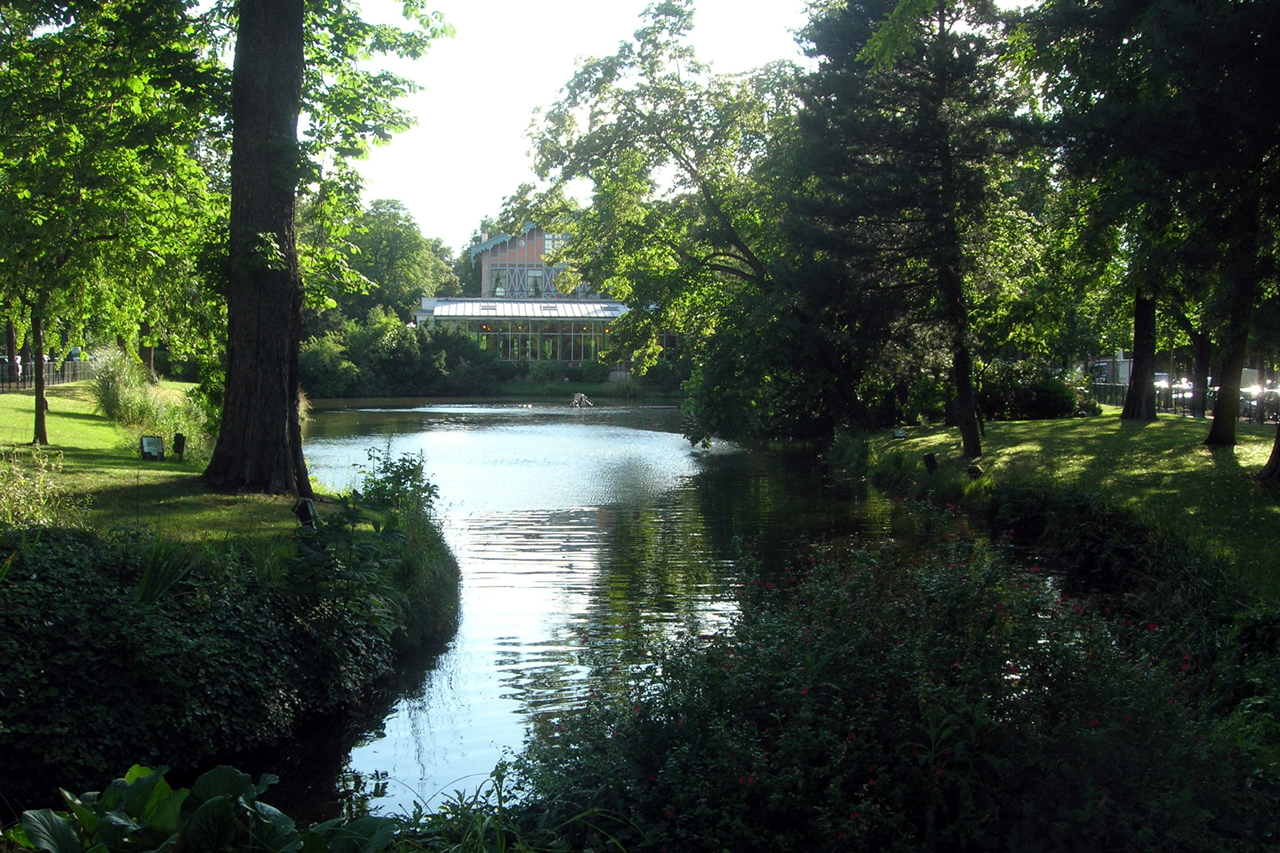
Le pavillon de nos jours.